# ジェイミー・ヴァーナー
ジェイミー・ヴァーナー（Jamie Varner、1984年10月12日 - ）は、アメリカ合衆国の男性総合格闘家。アリゾナ州フェニックス出身。MMAラボ所属。元WEC世界ライト級王者。

## 来歴
ロックヘブン大学時代にレスリングの全米選手権で準優勝を収めたほか、ボクシングでもカレッジ王者に就く。総合格闘技には2003年から出場し主戦場であったローカル団体Rage in the Cageでは王座を獲得した。
2006年8月26日、UFC初参戦となったUFC 62でエルメス・フランカと対戦し、腕ひしぎ十字固めで一本負け。ファイト・オブ・ザ・ナイトを受賞した。

### WEC
2007年8月5日、WEC初参戦となったWEC 29でシェロン・レゲットと対戦し、パウンドと肘打ちでTKO勝ちを収めた。

### 世界王座獲得
2008年2月13日、WEC 32の世界ライト級タイトルマッチで王者ロブ・マックローと対戦し、パウンドでTKO勝ちを収め王座獲得に成功した。
2008年8月3日、WEC 35の世界ライト級タイトルマッチでマーカス・ヒックスと対戦し、パウンドでTKO勝ちを収め初防衛に成功した。
2009年1月25日、WEC 38の世界ライト級タイトルマッチでドナルド・セラーニと対戦、5Rにセラーニに反則であるグラウンドでの膝蹴りを受け試合続行不可能となり、その時点までの判定で、2-1の負傷判定勝ちを収め2度目の防衛に成功した。

### 世界王座陥落
2010年1月10日、WEC 46の世界ライト級王座統一戦で暫定王者ベン・ヘンダーソンと対戦し、3ラウンドにタックルを仕掛けたところにカウンターのギロチンチョークで一本負けを喫し王座から陥落した。6月20日、WEC 49でカマル・シャロルスと対戦し、ローブローによるシャロルスの減点もあったがドローに終わった。12月16日、WEC最終興行となったWEC 53でシェーン・ローラーと対戦し、チョークスリーパーで一本負けを喫した。
2011年、WECはUFCに統合されるもヴァーナーはUFCと契約せず、ローカル団体で試合をしていた。9月23日にダコタ・コクランに敗北した際には自身のtwitterで引退宣言をしている。

### UFC復帰
2012年5月26日、5年2か月ぶりのUFC参戦となったUFC 146でエジソン・バルボーザと対戦し、右ストレートでダウンを奪いパウンドでTKO勝ち。無敗のバルボーザに初黒星を付けSHERDOGのアップセット・オブ・ザ・イヤーを受賞した。
2012年8月4日、UFC on FOX 4でジョー・ローゾンと対戦し、三角絞めで一本負け。ファイト・オブ・ザ・ナイトを受賞した。
2012年12月29日、UFC 155でメルヴィン・ギラードと対戦し、判定勝ち。当初は12月15日のThe Ultimate Fighter 16 Finaleで対戦する予定であったが、計量後にヴァーナーが体調不良を訴えたため急遽中止になっている。
2014年2月1日、UFC 169でアベル・トルヒーヨと対戦し、右フックでKO負け。ファイト・オブ・ザ・ナイトを受賞した。
2014年12月13日、地元フェニックスで開催されたUFC on FOX 13でドリュー・ドーバーと対戦し、リアネイキドチョークで一本負け。4連敗となり試合後に引退を表明した。

## 戦績
| 総合格闘技 戦績 | 総合格闘技 戦績 | 総合格闘技 戦績 | 総合格闘技 戦績 | 総合格闘技 戦績 | 総合格闘技 戦績 | 総合格闘技 戦績 |
| --------------- | --------------- | --------------- | --------------- | --------------- | --------------- | --------------- |
| 35 試合         | (T)KO           | 一本            | 判定            | その他          | 引き分け        | 無効試合        |
| 21 勝           | 7               | 11              | 3               | 0               | 1               | 2               |
| 11 敗           | 2               | 5               | 4               | 0               | 1               | 2               |

| 勝敗 | 対戦相手                 | 試合結果                             | 大会名                                                       | 開催年月日     |
| ×    | ドリュー・ドーバー       | 1R 1:52 リアネイキドチョーク         | UFC on FOX 13: dos Santos vs. Miocic                         | 2014年12月13日 |
| ×    | ジェームス・クラウス     | 1R終了時 TKO（左足首の負傷）         | UFC 173: Barao vs. Dillashaw                                 | 2014年5月24日  |
| ×    | アベル・トルヒーヨ       | 2R 2:32 KO（右フック）               | UFC 169: Barao vs. Faber                                     | 2014年2月1日   |
| ×    | グレイゾン・チバウ       | 5分3R終了 判定1-2                    | UFC 164: Henderson vs. Pettis                                | 2013年8月31日  |
| ○    | メルヴィン・ギラード     | 5分3R終了 判定2-1                    | UFC 155: dos Santos vs. Velasquez 2                          | 2012年12月29日 |
| ×    | ジョー・ローゾン         | 3R 2:44 三角絞め                     | UFC on FOX 4: Shogun vs. Vera                                | 2012年8月4日   |
| ○    | エジソン・バルボーザ     | 1R 3:23 TKO（右ストレート→パウンド） | UFC 146: dos Santos vs. Mir                                  | 2012年5月26日  |
| ○    | ドリュー・フィケット     | 1R 0:40 ギブアップ（パンチ連打）     | XFC 16: High Stakes                                          | 2012年2月10日  |
| ○    | ネイト・ジョリー         | 1R 1:09 KO（パンチ連打）             | XFC 14: Resurrection                                         | 2011年10月21日 |
| ×    | ダコタ・コクラン         | 5分3R終了 判定0-3                    | Titan FC 20                                                  | 2011年9月23日  |
| ○    | タイラー・コブス         | 1R 1:30 ノースサウスチョーク         | XFO 39                                                       | 2011年5月13日  |
| ×    | シェーン・ローラー       | 1R 3:55 チョークスリーパー           | WEC 53: Henderson vs. Pettis                                 | 2010年12月16日 |
| ×    | ドナルド・セラーニ       | 5分3R終了 判定0-3                    | WEC 51: Aldo vs. Gamburyan                                   | 2010年9月30日  |
| △    | カマル・シャロルス       | 5分3R終了 判定1-1                    | WEC 49: Varner vs. Shalorus                                  | 2010年6月20日  |
| ×    | ベン・ヘンダーソン       | 3R 2:41 ギロチンチョーク             | WEC 46: Varner vs. Henderson 【WEC世界ライト級王座統一戦】   | 2010年1月10日  |
| ○    | ドナルド・セラーニ       | 5R 1:58 負傷判定2-1                  | WEC 38: Varner vs. Cerrone 【WEC世界ライト級タイトルマッチ】 | 2009年1月25日  |
| ○    | マーカス・ヒックス       | 1R 2:08 TKO（パウンド）              | WEC 35: Condit vs. Miura 【WEC世界ライト級タイトルマッチ】   | 2008年8月3日   |
| ○    | ロブ・マックロー         | 3R 2:54 TKO（パウンド）              | WEC 32: Condit vs. Prater 【WEC世界ライト級タイトルマッチ】  | 2008年2月13日  |
| ○    | シェロン・レゲット       | 1R 4:08 TKO（パウンド&肘打ち）       | WEC 29: Condit vs. Larson                                    | 2007年8月5日   |
| ○    | ジェイソン・ギリアム     | 1R 1:34 チョークスリーパー           | UFC 68: The Uprising                                         | 2007年3月3日   |
| ×    | エルメス・フランカ       | 3R 3:31 腕ひしぎ十字固め             | UFC 62: Liddell vs. Sobral                                   | 2006年8月26日  |
| ○    | レオナルド・ウィルソン   | 2R 1:07 チョークスリーパー           | Rage in the Cage 78: Back with a Vengance                    | 2006年1月14日  |
| －   | トニー・ラマス           | 無効試合（反則）                     | KOTC 56: Caliente                                            | 2005年7月9日   |
| ○    | ポール・アローヨ         | 1R 2:03 ギブアップ（打撃）           | Rage in the Cage 71                                          | 2005年6月30日  |
| ○    | アダム・ローランド       | 1R 2:46 TKO（パンチ連打）            | Rage in the Cage 70                                          | 2005年6月11日  |
| ○    | ジェシー・ボングフェルト | 1R 4:12 TKO（パンチ連打）            | World Freestyle Fighting 7: Professional Shooto              | 2004年7月23日  |
| ○    | カイル・ブラッドリー     | 2R 2:34 チョークスリーパー           | Fight Factory                                                | 2004年6月26日  |
| ○    | カイル・スプルース       | 1R 1:47 チョーク                     | Rage in the Cage 63: It's Time                               | 2004年6月12日  |
| ○    | ギャレット・デイヴィス   | 1R 3:52 三角絞め                     | World Freestyle Fighting 6                                   | 2004年5月14日  |
| －   | ジェームス・アップシャー | 2R 無効試合                          | Rage in the Cage 61: Relentless                              | 2004年4月30日  |
| ○    | ジャーヴィス・ブレナマン | 1R 1:22 三角絞め                     | Evolution Combat Sports: Evolution                           | 2003年7月19日  |
| ○    | デビッド・クライン       | 3R 1:56 チョーク                     | Rage in the Cage 50: The Prelude                             | 2003年7月12日  |
| ○    | ジャスティン・ノーリング | 2R 0:38 腕ひしぎ十字固め             | Rage in the Cage 49: Stare Down                              | 2003年6月7日   |
| ×    | ジェシー・モレン         | 3分3R終了 判定0-3                    | Rage in the Cage 47: Unstoppable                             | 2003年4月12日  |
| ○    | カルロス・オルテガ       | 3分3R終了 判定3-0                    | Rage in the Cage 46: Launching Pad                           | 2003年3月27日  |

## 獲得タイトル
- RITCライト級王座
- 第6代WEC世界ライト級王座（2008年）

## 表彰
- ブラジリアン柔術 茶帯
- UFC ファイト・オブ・ザ・ナイト（3回）
- WEC ファイト・オブ・ザ・ナイト（2回）
- SHERDOG アップセット・オブ・ザ・イヤー（2012年）
- SHERDOG カムバック・オブ・ザ・イヤー（2012年）